# Ключики (Курганская область)
Ключики — деревня в Куртамышском районе Курганской области России. Входит в состав Песьянского сельсовета.

## География
Деревня находится в южной части области, в пределах юго-западной части Западно-Сибирской равнины, в лесостепной зоне, на берегах реки Степной, к западу от автодороги 37А-0005, на расстоянии примерно 22 километров (по прямой) к северо-востоку от города Куртамыша, административного центра района. Абсолютная высота — 114 метров над уровнем моря.
Климат
Климат характеризуется как континентальный, с холодной продолжительной малоснежной зимой и тёплым сухим летом. Среднегодовая температура — −1 °C. Средняя температура воздуха самого холодного месяца (января) составляет −17,7 °C (абсолютный минимум — −49 °С); самого тёплого месяца (июля) — 19 °C (абсолютный максимум — 41 °С). Безморозный период длится 113 дней. Годовое количество атмосферных осадков — 344 мм, из которых 190—230 мм выпадает в вегетационный период. Продолжительность периода с устойчивым снежным покровом равна 161 дню.

## Население
| 1989 | 2002 | 2010 |
| ---- | ---- | ---- |
| 377  | ↘294 | ↘177 |

Гендерный состав
По данным Всероссийской переписи населения 2010 года в гендерной структуре населения мужчины составляли 44,6 %, женщины — соответственно 55,4 %.
Национальный состав
Согласно результатам Всероссийской переписи населения 2002 года, в национальной структуре населения русские составляли 99 %.

## Известные уроженцы, жители
Плюхин, Константин Иванович (1924—2020) — советский художник.

## Инфраструктура
Личное подсобное хозяйство с зоной сельскохозяйственного использования, индивидуальная застройка усадебного типа.
Основа экономики — сельское хозяйство.

## Достопримечательности
Обелиск воинам, павшим в годы Великой Отечественной войны.

## Транспорт
Деревня доступна автотранспортом. Остановка общественного транспорта «Поворот на Ключики».